# Eric Lindros
Eric Bryan Lindros (* 28. Februar 1973 in London, Ontario) ist ein ehemaliger kanadischer Eishockeyspieler, der im Verlauf seiner aktiven Karriere zwischen 1989 und 2007 unter anderem 813 Spiele für die Philadelphia Flyers, New York Rangers, Toronto Maple Leafs und Dallas Stars in der National Hockey League auf der Position des Centers bestritten hat. Den Großteil seiner Laufbahn verbrachte Lindros, der den Spielertyp des Power Forwards verkörperte, in Philadelphia, wo seine Trikotnummer 88 seit Januar 2018 gesperrt ist. Darüber hinaus wurde er 2016 in die Hockey Hall of Fame gewählt.

## Karriere
Lindros begann seine Karriere bei den Oshawa Generals in der Ontario Hockey League, wo er von 1990 bis 1992 spielte. Lindros, bereits im Juniorenalter ein Star, erzielte 97 Tore und 119 Assists für insgesamt 216 Scorerpunkte in 95 Spielen für die Generals. Gleichzeitig besuchte er das College in Toronto gemeinsam mit seinem ebenfalls Eishockey spielenden Bruder Brett Lindros.
In der Ontario Hockey League war er zunächst von den Sault Ste. Marie Greyhounds gedraftet worden, er weigerte sich jedoch bereits vor dem Draft für diesen Club zu spielen. Der Eigentümer der Greyhounds, die NHL-Legende Phil Esposito, draftete ihn dessen ungeachtet, weil er darauf spekulierte, das Team dadurch zu einem höheren Preis verkaufen zu können. Nach Lindros’ Weigerung wechselte er im Rahmen eines Tauschhandels zu den Oshawa Generals. Als beide Teams gegeneinander antraten, trugen einige der Greyhounds-Spieler schwarze Armbinden als Zeichen ihres Protestes gegen die Wechselposse um Lindros.
Eine vergleichbare Situation im Draft entstand, als Lindros als Nummer 1 beim NHL Entry Draft 1991 von den Nordiques de Québec gezogen wurde. Lindros weigerte sich strikt, zu den Nordiques zu wechseln und spielte stattdessen in der folgenden Saison für die Oshawa Generals, mit denen er 1990 sowohl den J. Ross Robertson Cup als auch den Memorial Cup gewonnen hatte, und für das kanadische Nationalteam, bei dem er zeitweise Kapitän war. Schließlich wurde er zu den Philadelphia Flyers transferiert, für die er dann von 1992 bis 2000, wiederum meist als deren Kapitän, spielte. Im Gegenzug wechselten Peter Forsberg, Ron Hextall, Chris Simon, Mike Ricci, Kerry Huffman und Steve Duchesne von den Flyers zu den Nordiques, die außerdem noch Ziehungsrechte beim Draft und eine Geldzahlung erhielten. Das Team der Nordiques wurde 1995 nach Colorado verkauft und avancierte unter dem Namen Colorado Avalanche zu einem Spitzenteam, das unter anderem zweimal den Stanley Cup gewann. Der Lindros-Tausch gilt hierfür als wesentliche Ursache.
In der Saison 1992/93 war Lindros mit einem Gehalt von rund 3,5 Millionen US-Dollar der bestbezahlte Spieler der NHL.
Lindros’ Stärken waren seine Physis – bei einer Größe von 1,93 Meter wog er weit über 100 kg – und seine aggressive Spielweise, was er jedoch mit hervorragender Technik vereinte. Allerdings war über die letzten Jahre in den Statistiken ein Rückgang seiner Effektivität zu beobachten, was zumeist auf Lindros’ zahlreiche Verletzungen, unter anderem mehrere Gehirnerschütterungen, zurückgeführt wurde. Dem Attribut „The Next One“ als der nächste kanadische Megastar, in Anspielung auf „The Great One“ (Wayne Gretzky) und „The Magnificent One“ (Mario Lemieux), konnte er jedenfalls nie gerecht werden.
In der wegen des Lockouts verkürzten NHL-Saison 1994/95 gewann er die Hart Memorial Trophy als wertvollster Spieler. Enttäuschend verlief hingegen das Stanley-Cup-Finale 1997, in dem seine Philadelphia Flyers den Detroit Red Wings glatt mit 0–4-Spielen unterlagen, und das obwohl die Flyers in den vorhergehenden Serien überzeugt hatten. Lindros erzielte sein einziges Tor in der Finalserie kurz vor Schluss des letzten Spiels, als sein Team mit 0:2 im Rückstand lag.
In der Saison 1999/2000 eskalierte das von jeher angespannte Verhältnis mit Bobby Clarke, dem General Manager der Flyers. Während eines Spiels im April bei den Nashville Predators erlitt Lindros eine Verletzung, die von der medizinischen Abteilung der Flyers als Rippenverletzung diagnostiziert wurde. In der darauffolgenden Nacht fand ihn Keith Jones, ein Spieler der Flyers und Lindros’ Zimmergenosse, bleich und mit hohem Fieber in der Badewanne liegend. Im Krankenhaus wurde ein Lungenkollaps festgestellt. Lindros’ Eltern, die schon zuvor oft lautstark für ihren Sohn in der Öffentlichkeit aufgetreten waren, unter anderem wenn es darum ging, wen Clarke mit Eric Lindros gemeinsam spielen lassen sollte, bezeichneten die Teamärzte als Pfuscher und unterstellten ihnen, ihren Sohn umbringen zu wollen.
Lindros kehrte in den letzten beiden Spielen der Eastern-Conference-Finals, dem Halbfinale um den Stanley Cup, in das Team zurück, war jedoch nicht mehr Kapitän. Im zweiten Spiel erlitt er eine erneute Gehirnerschütterung durch einen harten Check von Scott Stevens von den New Jersey Devils; die Flyers verloren dieses Spiel und damit die Serie. Mit Ende der Spielzeit lief auch sein Vertrag bei den Flyers aus und Lindros weigerte sich, einen neuen zu unterzeichnen. Er wollte stattdessen zu den Toronto Maple Leafs transferiert werden, was jedoch die Flyers, die nach den NHL-Regularien auch im vertragslosen Zustand immer noch die Rechte an ihm besaßen, ablehnten. Als Konsequenz spielte Lindros die gesamte Saison 2000/01 nicht, bis er 2001 schließlich von den Flyers an die New York Rangers abgegeben wurde. Dies entbehrte nach Ansicht vieler Beobachter nicht einer gewissen Ironie, da es die Rangers waren, die zehn Jahre zuvor, als Lindros nicht für die Quebec Nordiques spielen wollte, gemeinsam mit den Flyers versucht hatten, ihn unter Vertrag zu nehmen. Damals hatten sich die Rangers sehr ungerecht behandelt gefühlt, als Lindros nach Philadelphia wechselte.
In den drei folgenden Spielzeiten lief er für die Rangers auf. 2004 erlitt er die achte Gehirnerschütterung seiner Karriere. Er konnte zwar das Training wieder aufnehmen, jedoch rieten ihm zwei Ärzte dazu, seine Karriere zu beenden. Nach Ende der Spielzeit 2003/04 lief sein Vertrag bei den Rangers aus, die darauffolgende Saison fiel wegen des Lockouts aus.
Nach Ende des Lockouts unterschrieb Lindros dann einen vergleichsweise gering dotierten Ein-Jahres-Vertrag über 1,55 Millionen US-Dollar bei seinem Traumverein, den Toronto Maple Leafs. Doch auch hier quälten ihn in der Saison 2005/06 Verletzungen. Am Ende standen 22 Punkte in 33 Spielen zu Buche.
Zur Saison 2006/07 wechselte Lindros zu den Dallas Stars, bei denen er ebenfalls einen, mit 1,5 Millionen US-Dollar, gering dotierten Vertrag erhielt. Lindros plagten aber erneut Verletzungen, sodass sein Vertrag von den Stars im Sommer 2007 nicht verlängert wurde. Daraufhin zog Lindros im Juli 2007 seinen Rücktritt vom aktiven Eishockey in Betracht, fällte jedoch bis zum 9. November keine endgültige Entscheidung, ehe er bei einer Pressekonferenz seinen Rücktritt nach 16 Jahren und 760 Spielen in der NHL aus gesundheitlichen Gründen erklärte. Zurzeit engagiert er sich bei der Neustrukturierung der Spielergewerkschaft National Hockey League Players’ Association.
Im Jahre 2016 wurde Lindros mit der Aufnahme in die Hockey Hall of Fame geehrt. Zudem sperrten die Philadelphia Flyers im Januar 2018 seine Trikotnummer 88.

## Erfolge und Auszeichnungen
- 1989 Jack Ferguson Award
- 1990 J.-Ross-Robertson-Cup-Gewinn mit den Oshawa Generals
- 1990 Memorial-Cup-Gewinn mit den Oshawa Generals
- 1990 Memorial Cup All-Star Team
- 1991 OHL First All-Star Team
- 1991 Red Tilson Trophy
- 1991 Eddie Powers Memorial Trophy
- 1991 CHL Player of the Year
- 1991 CHL Top Draft Prospect Award
- 1993 NHL All-Rookie Team
- 1994 Teilnahme am NHL All-Star Game
- 1995 NHL First All-Star Team
- 1995 Lester B. Pearson Award
- 1995 Hart Memorial Trophy
- 1995 NHL-Spieler des Monats Oktober
- 1996 Teilnahme am NHL All-Star Game
- 1996 NHL Second All-Star Team
- 1997 Teilnahme am NHL All-Star Game
- 1998 Teilnahme am NHL All-Star Game
- 1998 NHL-Spieler des Monats November
- 1999 Teilnahme am NHL All-Star Game
- 2000 Teilnahme am NHL All-Star Game
- 2016 Aufnahme in die Hockey Hall of Fame
- 2018 Sperrung der Trikotnummer 88 durch die Philadelphia Flyers

### International
- 1990 Goldmedaille bei der Junioren-Weltmeisterschaft
- 1991 Goldmedaille bei der Junioren-Weltmeisterschaft
- 1991 All-Star Team der Junioren-Weltmeisterschaft
- 1991 Bester Stürmer der Junioren-Weltmeisterschaft
- 1991 Goldmedaille beim Canada Cup
- 1992 Silbermedaille bei den Olympischen Winterspielen
- 1992 All-Star-Team der Olympischen Winterspiele
- 1993 Bester Stürmer der Weltmeisterschaft
- 1993 All-Star-Team der Weltmeisterschaft
- 1996 Zweiter Platz beim World Cup of Hockey
- 2002 Goldmedaille bei den Olympischen Winterspielen

## Karrierestatistik

### International
Vertrat Kanada bei:
| - Junioren-Weltmeisterschaft 1990 - Junioren-Weltmeisterschaft 1991 - Canada Cup 1991 - Junioren-Weltmeisterschaft 1992 - Olympischen Winterspielen 1992 | - Weltmeisterschaft 1993 - World Cup of Hockey 1996 - Olympischen Winterspielen 1998 - Olympischen Winterspielen 2002 |

(Legende zur Spielerstatistik: Sp oder GP = absolvierte Spiele; T oder G = erzielte Tore; V oder A = erzielte Assists; Pkt oder Pts = erzielte Scorerpunkte; SM oder PIM = erhaltene Strafminuten; +/− = Plus/Minus-Bilanz; PP = erzielte Überzahltore; SH = erzielte Unterzahltore; GW = erzielte Siegtore; 1 Play-downs/Relegation; Kursiv: Statistik nicht vollständig)